# パラダイス・アーミー
『パラダイス・アーミー』（原題: Stripes）は、1981年制作のアメリカ合衆国のコメディ映画。アイヴァン・ライトマン監督、ビル・マーレイ、ハロルド・レイミスらが出演（レイミスは脚本も担当）。
『プライベート・ベンジャミン』と同じく、アメリカ陸軍を舞台にしたコメディ映画である。なお、原題のStripesとは軍服の袖章のこと。

## あらすじ
毎日怠惰な生活を送っていたニューヨークのタクシー運転手ジョン・ウィンガー（ビル・マーレイ）は、ある日1日で仕事、アパート、車、そしてジョンにうんざりしていたガールフレンドのアニータを失ってしまう。自分の可能性が限られていることを認識した彼は、“厳しさと温かさがある”というテレビのCMに導かれるようにして陸軍への入隊を決意し、外国人向け英語教室の講師である親友のラッセル・ジスキー（ハロルド・レイミス）を一緒に入隊するよう説得する。2人は陸軍の採用事務所を訪れ、直ちに基礎訓練へと送り込まれる。
基地に到着すると、彼らは仲間の新兵と練兵軍曹のハルカ軍曹（ウォーレン・オーツ）に会う。入隊手続きの後、新兵たちは自己紹介と入隊理由を説明する。そのうちの1人、太り過ぎのデューイ「オックス」オックスバーガー（ジョン・キャンディ）は、痩せて仲間の新兵や女性全般から一目置かれることを望んでいる。ゲイを極度に警戒する「サイコ」（コンラッド・ダン）もいる。ジョンはその怠惰な態度でハルカ軍曹をイラつかせる。一方、ジョンとラッセルは憲兵のルイーズ・クーパー（ショーン・ヤング）とステラ・ハンセン（P.J.ソールズ）といい仲になる。
基礎訓練が始まってみると、予想とは大違いの大変厳しい毎日であった。ある夜、ハルカ軍曹がジョンとラッセルの無断外出を察知した後、ラッセルは正直に申し出るが、ジョンは沈黙を続ける。ハルカ軍曹はラッセルにゴミ缶を24時間磨くことを命令し、小隊の残りの者には2週間の炊事当番を命じる。ハルカ軍曹はジョンをトイレに呼び出し、お前は決して良い兵士にはなれないと告げ、自分を殴るよう誘う。ジョンがパンチを放つと、ハルカはそれをかわして彼の腹部を殴り、ジョンにこの時のことをよく考えるように言う。
その夜、ラッセルはルイビルに向けて脱走しようとするジョンを捕まえて、2人が入隊したのはジョンの考えだった筈だと怒った。 ルイーズとステラは彼らが取っ組み合っているのを発見し、上には報告せずに彼らを兵舎に送り届ける。ジョンは、2人とも基礎訓練を続けるというラッセルの要求を呑んだ。
修了が近づく中、新兵中隊の指揮官である傲慢で女好きで出来の悪いスティルマン大尉（ジョン・ラロケット）が目標を設定することなく気まぐれに迫撃砲要員に発射を命令したことから、砲弾により、訓練指導中のハルカ軍曹は大怪我を負ってしまう。その後、ハルカ小隊の隊員たちが基地を抜け出して泥レスリング・バーを訪れると、ジョンはオックスに対して、女性レスラーたちとの対戦に参加するよう説得する。憲兵隊と警察がバーに「手入れ」に入った時、ステラとルイーズはジョンとラッセルを逃れさせる。小隊の残りは基地に戻されるが、スティルマン大尉は彼ら逮捕されたことを叱責し、基地司令官のバーニキー将軍（ロバート・ウィルク）に報告して基礎訓練をもう一度やらせると脅した。
ジョンとラッセルはステラとルイーズを相手によろしくやり、その後兵舎に戻る。ジョンは落ち込んでいる仲間の隊員たちをスピーチで鼓舞し、修了式の準備を始める。一晩練習した後、彼らは寝坊してしまい、式典に1時間遅れてしまう。彼らは練兵場に急行し、そこでジョンは破天荒だがよく統率の取れた軽妙な訓練演技で隊員を導く。来場者による賞賛の拍手もあり、彼らが練兵軍曹無しで訓練を完了したことを知って感銘を受け、また優秀な分隊だと誤解したバーニキー将軍は、自分が統括しているイタリアでの秘密プロジェクトに彼らを配属する。
イタリアのミラノに到着した小隊は恢復したハルカ軍曹と再会し、レクリエーション車両(RV)に偽装された装甲兵員輸送車であるEM-50都市型強襲車輛の警護を任される。しかしEM-50の警護は退屈な仕事であり、多機能だがキャンピングカーそっくりのEM-50をただ見張っていることに飽き飽きした2人は、EM-50を無断借用して、西ドイツに転属となっていたステラとルイーズを訪ねる。スティルマン大尉は車輛が無くなっていることに気づき、ハルカ軍曹の反対を押し切り、無許可で車輛を取り戻す任務を開始する。
スティルマン大尉の誤誘導により小隊のトラックは国境を越えてチェコスロバキアに入ってしまう。ハルカ軍曹はソ連軍がトラックを拿捕する前にトラックから飛び降り、無線救難信号を発信し、ジョンとラッセルがそれを聞く。自分たちの小隊が危険にさらされていることを知ったジョン、ラッセル、ステラ、ルイーズはEM-50に乗って小隊が拘束されているソ連軍基地に潜入し、ハルカ軍曹にも助けられ、彼らを救出する。
米国に戻ると、ジョン、ラッセル、ルイーズ、ステラ、ハルカ軍曹は英雄として讃えられ、それぞれ殊勲十字章を授与される。 ハルカ軍曹は退役してピザ・チェーンを開く。 ジョン、ラッセル、オックス、ルイーズ、ステラは様々な雑誌で特集記事を組まれる。そしてスティルマン大尉はアラスカ州ノーム近郊の測候所に飛ばされてしまう。

## キャスト
| 役名             | 俳優                               | 日本語吹替                                   | 日本語吹替 |
| 役名             | 俳優                               | フジテレビ版                                 | VOD版      |
| ---------------- | ---------------------------------- | -------------------------------------------- | ---------- |
| ジョン           | ビル・マーレイ                     | 江原正士                                     | 青山穣     |
| ラッセル         | ハロルド・レイミス                 | 林一夫                                       |            |
| ハルカ軍曹       | ウォーレン・オーツ                 | 増岡弘                                       | 駒谷昌男   |
| ステラ           | P・J・ソールズ                     | 安永沙都子                                   |            |
| ルイーズ         | ショーン・ヤング                   | 佐々木るん                                   |            |
| オックス         | ジョン・キャンディ                 | 島香裕                                       |            |
| スティルマン大尉 | ジョン・ラロケット                 | 西村知道                                     |            |
| バーニキー大将   | ロバート・ウィルク                 |                                              |            |
| クルーザー       | ジョン・ディール                   | 大山高男                                     |            |
| グラス大佐       | ランス・ルゴール                   | 田原アルノ                                   |            |
| サイコ           | コンラッド・ダン                   | 伊井篤史                                     |            |
| アニータ         | ロバータ・レイトン                 |                                              | 清水はる香 |
| エルモ           | ジャッジ・ラインホルド             | 山寺宏一                                     | 虎島貴明   |
| バーの主人       | デイヴ・トーマス                   | 沢木郁也                                     |            |
| 兵士             | ビル・パクストン                   | 星野充昭                                     |            |
| 来賓             | デニス・クエイド（クレジットなし） | 大塚明夫                                     |            |
| その他           | N/A                                | 安達忍 さとうあい 沢木郁也 菅原淳一 岩坪理江 |            |
|                  |                                    |                                              |            |
| 演出             |                                    | 伊達康将                                     |            |
| 翻訳             |                                    | 入江敦子                                     |            |
| 効果             |                                    | リレーション                                 |            |
| 制作             |                                    | 東北新社                                     |            |

- テレビ初回放送日：1989年1月3日（深夜映画枠　24:50-26:45）フジテレビ『新春映画劇場』

## スタッフ
- 監督：アイヴァン・ライトマン
- 製作：ダニエル・ゴールドバーグ、アイヴァン・ライトマン
- 脚本：ハロルド・ライミス、レン・ブラム、ダニエル・ゴールドバーグ
- 撮影：ビル・バトラー
- 音楽：エルマー・バーンスタイン
- 日本語字幕：野中重雄[5]